# Break the Ice (pesem, Britney Spears)
»Break the Ice« je pesem ameriške glasbenice Britney Spears z njenega petega glasbenega albuma, Blackout. Napisali so jo Marcella Araica, Nate »Danja« Hills, Keri Hilson in James Washington, produciral pa jo je Danja. Po objavi vprašalnika na uradni spletni strani Britney Spears so kot tretji in zadnji singl z albuma preko založbe Jive Records 28. marca 2008 izdali to pesem. Glasbeno je pesem »Break the Ice« elektropop pesem z elementi R&B-ja, njeno besedilo pa govori o tem, kako se soočiti s privlačnostjo med dvema.
Pesmi »Break the Ice« so glasbeni kritiki dodelili v glavnem pozitivne ocene. Slednji so singl označili za najmočnejšo elektronsko pesem z albuma. Pesem je dosegla velik moderatni uspeh, saj je zasedla eno izmed prvih desetih pesmi na belgijski, kanadski, finski in švedski glasbeni lestvici ter eno izmed prvih štiridesetih pesmi na lestvicah na Novi Zelandiji in Avstraliji ter v še mnogih drugih evropskih državah. V Združenih državah Amerike je pesem zasedla triinštirideseto mesto na lestvici Billboard Hot 100 ter prvo mesto na lestvici Billboard Hot Dance Club Songs.
Videospot za pesem, ki ga je režiral Robert Hales, je izšel 12. marca 2008. Animirani videospot je temeljil na superherojinji iz videospota za pesem »Toxic« in je upodobil junakinjo med uničevanjem zelo varovanih laboratorijev skupaj s svojimi kloni. Pesmi »Break the Ice« Britney Spears ni izvedla na nobeni izmed svojih turnej. Kakorkoli že, remix pesmi je bil uporabljen v video uvodu na turneji The Circus Starring Britney Spears (2009).

## Ozadje
Pesem »Break the Ice« so napisali Nate »Danja« Hills, Marcella »Ms. Lago« Araica, Keri Hilson ter James Washington, produciral pa jo je Danja. Remix zanjo je posnela Ms. Lago v studiu Palms v Las Vegasu, Nevada in v snemalnem studiu Chalice v Los Angelesu, Kalifornija. Vokalno produkcijo in spremljevalne vokale je posnel Jim Beanz. Pesem je Britney Spears skupaj s pesmijo »Perfect Lover« posnela v svoji hiši skupaj s Keri Hilson. Slednja je dejala, da jo je zelo fascinirala njena delovna etika, saj je bila takrat noseča s svojim drugim otrokom, Jayden James. Pesem »Break the Ice« so izbrali za singl potem, ko so preko uradne spletne strani založbe Britney Spears, Jive Records, objavili vprašalnik za oboževalce. 11. februarja 2008 so oznanili, da je za to pesem glasovalo 39% vseh oboževalcev.

## Sestava
Pesem »Break the Ice« je elektropop pesem z elementi R&B-ja. Pesem so napisali v f-molu. Po mnenju Leah Greenblatt iz revije Entertainment Weekly pesem »Break the Ice« zveni podobno pesmi »Say It Right« (2006) Nelly Furtado. Prične se s kitico »Bilo je že nekaj časa / Vem, da vas ne bi smela pustiti čakati / Ampak zdaj sem tu« (»It's been a while / I know I shouldn't keep you waiting / But I'm here now«), kar naj bi bilo opravičilo zaradi njene dolge odsotnosti od glasbene industrije ter svojega ljubimca v pesmi. Po prvi kitici je Britney Spears pela ob spremljavi zbora. Po mnenju Chucka Arnolda iz revije People je Britney Spears v pesmi uporabila »zanjo najbolj značilne vokale«. Od prve kitice do drugega refrena je velik poudarek na sintetizatorju. Nato Britney Spears za kratek čas preneha peti in pesem se ustavi, potem pa zapoje: »Ta del mi je všeč / Ob njem se počutim dobro« (»I like this part / It feels kind of good«), s čimer je želela oponašati Janet Jackson na pesmi »Nasty« (1986). Spremembo glasbe je Tom Ewing iz revije Pitchfork Media opisal kot »[nekaj,] kar zveni kot premikanja prostorskega lijaka v upočasnjenem posnetku«. Besedilo pesmi govori o dveh ljudeh, ki se želita spoznati in prebiti led.

## Sprejem kritikov
Pesem »Break the Ice« je prejela v glavnem pozitivne ocene s strani glasbenih kritikov. Kelefa Sanneh iz revije The New York Times je napisala, da je bila pesem »skoraj tako dobra« kot prejšnja singla z albuma, »Gimme More« in »Piece of Me« ter jo opisal kot »spogledovanje, podobno tistemu na raveu«. Stephen Thomas Erlewine s spletne strani Allmusic je pesem označil za »jecljajočo elektronsko pesem«. Nick Levine iz revije Digital Spy je pesem imenoval za »večplastno elektronsko R&B delo v razcvetu« in jo skupaj s pesmijo »Radar« označil za »pop avantgardi leta 2007«. Novinar revije Popjustice je napisal: »[Pesem] je resnično brilijantna«, medtem pa je Jennifer Vineyard z MTV-ja napisala, da bi pesem »lahko bila celo močnejša od glavnega singla z albuma, 'Gimme More', [...] saj [Britney Spears] ponovno predstavi samo sebe vrhu in se opraviči, ker je bila tako dolgo odsotna.«

## Dosežki na lestvicah
Na ameriški glasbeni lestvici, Billboard Hot 100, je pesem »Break the Ice« 15. marca 2008 debitirala na stotem mestu. Pesem je 24. maja 2008 na lestvici zasedla triinštirideseto mesto. Dva tedna kasneje je pesem na lestvici Billboard Hot Dance Club Songs zasedla prvo mesto, s čimer je postala tretji zaporedni singl z albuma, ki je zasedel vrh te lestvice. Do julija 2008 je pesem »Break the Ice« v Združenih državah Amerike digitalno prodala 688.000 kopij izvodov. Na kanadski lestvici je pesem 1. marca 2008 debitirala na sedemindevetdesetem mestu. 26. aprila 2008 je pesem zasedla deveto mesto na lestvici. 5. maja 2008 je pesem debitirala na enainštiridesetem mestu avstralske lestvice. Tam je 19. maja tistega leta zasedla triindvajseto mesto. 7. aprila 2008 je pesem debitirala na sedemintridesetem mestu novozelandske glasbene lestvice. Tri tedne kasneje je na lestvici zasedla štiriindvajseto mesto. Pesem »Break the Ice« je 31. marca 2008 debitirala na šestintridesetem mestu britanski lestvici. 20. aprila 2008 je na lestvici zasedla petnajsto mesto na lestvici. Pesem je dosegla velik moderatni uspeh tudi drugod po Evropi, saj je zasedla eno izmed prvih desetih pesmi na lestvicah v Belgiji (tako v Flandriji kot v Valoniji) in na Finskem in eno izmed prvih dvajsetih mest na danski in švedski glasbeni lestvici. Na Danskem je prejela zlato certifikacijo s strani organizacije International Federation of the Phonographic Industry (IFPI) za 15.000 prodanih izvodov.

## Videospot
Videospot za pesem »Break the Ice« so posneli z animacijo v stilu Južne Koreje. Videospot je režiral Robert Hales. Zgodbo si je izmislila Britney Spears, ki je založbo Jive Records prosila, naj posnamejo animirani videospot o superjunakinji iz videospota za pesem »Toxic«. Videospot se je premierno predvajal 12. marca 2008 na spletni strani BlackoutBall.com, spletne strani, ki so jo ustvarili posebej za premiero in kjer so lahko oboževalci tudi klepetali med seboj.
Videospot se prične z Britney Spears, oblečeno v tesno oprijeto črno obleko in črne škornje, ki stoji na strehi v futurističnem mestu. Ob začetku prvega verza vstopi v raziskovalni laboratorij in hodi okoli raznih klonov v kokonov s tekočino. Ko vidi klon same sebe, ga poljubi in v tank zraven vstavi bombo. Potem Britney Spears prodre v bazo nekega zlobneža, ga poljubi in nato uniči, saj je bil tudi on sam robot. Nato s stavbe ustreli s pištolo in sproži paniko in med priskledniki sproži paniko, medtem pa se čas do eksplozije bombe odšteva in odšteva. Zatem stavba eksplodira, Britney Spears skoči z nje in na steni se napiše beseda »Victory«. Ob koncu videospota se izpiše fraza: »Se nadaljuje ...« (»To be continued ...«).

## Seznam verzij
| - Avstralski CD s singlom 1. »Break the Ice« — 3:16 2. »Break the Ice« (Kaskadeov remix) — 5:28 3. »Break the Ice« (remix Tracy Young) — 6:32 4. »Break the Ice« (videospot) - Digitalni EP 1. »Break the Ice« — 3:16 2. »Break the Ice« (remix Jasona Nevinsa) — 3:16 3. »Break the Ice« (Kaskadeov remix) — 5:28 - Britanski CD s singlom 1. »Break the Ice« — 3:16 2. »Break the Ice« (inštrumentalno) — 3:16 | - Gramofonska plošča 1. »Break the Ice« (razširjeni remix Jasona Nevinsa) — 6:18 2. »Break the Ice« (remix Jasona Nevinsa) — 6:57 3. »Break the Ice« (klubski remix Mikea Rizza Generationa) — 6:41 4. »Break the Ice« (remix Mikea Rizza Generationa) — 7:14 5. »Break the Ice« (klubski remix Tracy Young) — 8:50 6. »Break the Ice« (remix Tracy Young) — 8:28 - Evropski CD s singlom/Dodatek k albumu The Singles Collection 1. »Break the Ice« — 3:16 2. »Everybody« — 3:18 |

## Ostali ustvarjalci
- Britney Spears – glavni vokali
- Nate »Danja« Hills – tekstopisec, produkcija
- Marcella Araica – tekstopisec, programiranje inštrumentov, mešanje
- Keri Hilson – snemanje, spremljevalni vokali
- James Washington – tekstopisec
- Jim Beanz – spremljevalni vokali

Vir:

## Dosežki in certifikacije

### Dosežki
| Lestvica (2008)                                         | Dosežek |
| ------------------------------------------------------- | ------- |
| Avstralija (ARIA)                                       | 23      |
| Avstrija (Ö3 Austria Top 75)                            | 39      |
| Belgija (Flandrija; Ultratop 50)                        | 7       |
| Belgija (Valonija; Ultratop 40)                         | 3       |
| Kanada (Canadian Hot 100)                               | 9       |
| Češka (IFPI)                                            | 15      |
| Danska (Tracklisten)\|13                                |         |
| Evropa (European Hot 100 Singles)                       | 31      |
| Finska (Suomen virallinen lista)                        | 8       |
| Nizozemska (Mega Single Top 100)                        | 61      |
| Nova Zelandija (RIANZ)                                  | 24      |
| Švedska (Sverigetopplistan)                             | 11      |
| Švica (Schweizer Hitparade)                             | 63      |
| Združeno kraljestvo (The Official Charts Company)       | 15      |
| Združene države Amerike (Billboard Hot 100)             | 43      |
| Združene države Amerike (Billboard Hot Dance Club Play) | 1       |

|

### Certifikacije
| Država | Certifikacija |
| ------ | ------------- |
| Danska | Zlata         |

|}

### Ostali pomembnejši dosežki
| Predhodnik: »Pocketful of Sunshine« od Natashe Bedingfield | Prvo mesto na ameriški glasbeni lestvici (Billboard Dance Club Play) 31. maj - 6. junij 2008 | Naslednik: »Leavin'« od Jesseja McCartneyja |